# Fabio Basile
Fabio Basile (n. 7 octombrie 1994, Rivoli, Piemont, Italia) este un judocan ce a reprezentat Italia, medaliat olimpic. A participat la două ediții ale Jocurilor Olimpice (2016, 2020) în care a câștigat o medalie de aur.